# Staatsrat (Schweden)

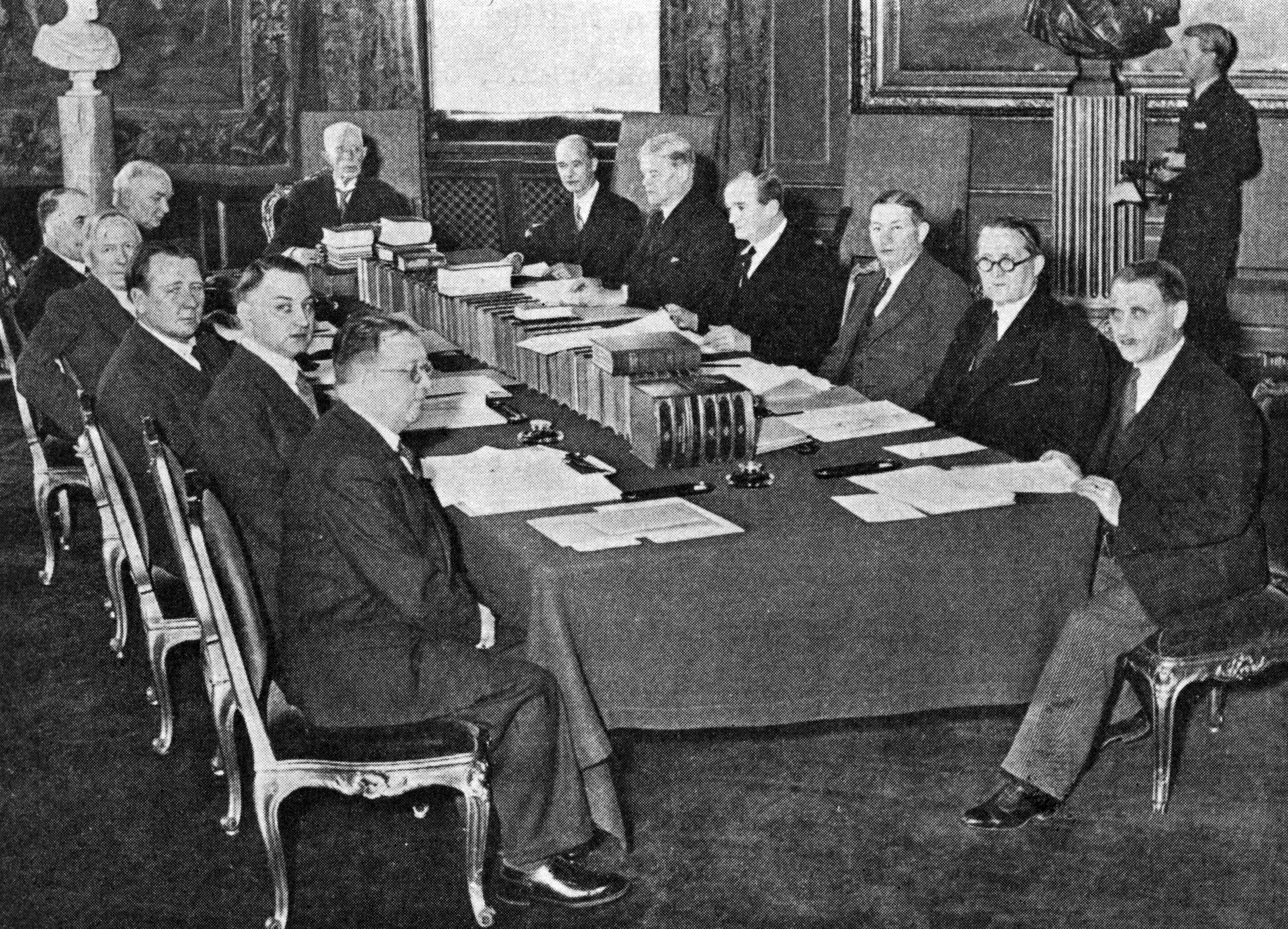
König Gustav V. mit Per Albin Hansson und seinen Ministern (1938).

Der Staatsrat ist in Schweden die Sitzung der schwedischen Regierung unter dem Vorsitz des schwedischen Königs. Auf Schwedisch wird solch eine Sitzung „konselj“ genannt, das Wort kommt vom französischen Conseil („Rat“). Gelegentlich nimmt auch der Thronfolger an den Sitzungen teil, derzeit die Kronprinzessin Victoria von Schweden.

## Informativer Rat
Nach der schwedischen Verfassung von 1974 hält der Ministerpräsident (statsminister) den Monarchen in den Angelegenheiten des Landes unterrichtet. Die Verfassung bestimmt: „Das Staatsoberhaupt wird vom Ministerpräsidenten über die Angelegenheiten des Reiches unterrichtet. Erforderlichenfalls tritt die Regierung im Rat unter dem Vorsitz des Staatsoberhaupts zusammen.“ Man nennt diesen Rat auch informationskonselj (Informativer Rat).
Auf den Sitzungen des Staatsrates unterrichtet jeder Minister den Monarchen über wichtige Angelegenheiten, politische Vorhaben und Gesetzesinitiativen. Er oder sie beantwortet Fragen des Königs und der Kronprinzessin.
Die Sitzung wird formal vom schwedischen Monarchen als Staatsoberhaupt einberufen. Der Beschluss wird in Absprache mit dem Ministerpräsidenten getroffen. In der Praxis kommt der Staatsrat etwa drei- bis viermal im Jahr zusammen.

## Zusammentritt bei einem Regierungswechsel
Der Staatsrat muss nach der Verfassung einberufen werden, wenn der schwedische Reichstag eine neue Regierung bestätigt hat. Diese Sitzung zum Regierungswechsel wird als regeringsskifteskonselj bezeichnet. An der Sitzung nimmt auch der Parlamentspräsident teil. Mit der Sitzung nimmt die Regierung ihre Amtsgeschäfte auf.

## Sitzungen auf Initiative des Monarchen
Nach Geburten in der königlichen Familie tritt der Staatsrat auf Initiative des Königs zusammen. Am 24. Februar 2012 etwa unterrichtete König Carl XVI. Gustaf die Regierung offiziell über die Geburt der (präsumtiv übernächsten) Thronerbin Estelle, Herzogin von Östergötland.

## Tagungsort

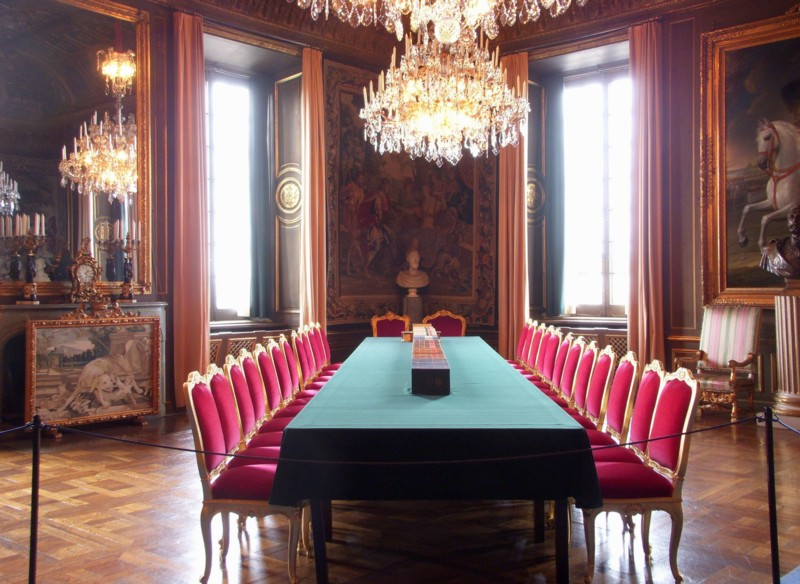
Ratssaal im Königlichen Schloss.

Der Staatsrat tritt seit den 1870er Jahren im Ratssaal (Konseljsalen) des Königlichen Schlosses in Stockholm zusammen.
Der Raum diente unter König Gustav III. als Speisezimmer. Dort fanden nach französischem Vorbild öffentliche Essen statt. Teile der ursprünglichen Einrichtung aus dem 18. Jahrhundert haben sich erhalten, so die Türen aus Eichenholz, die ursprünglich bemalt und vergoldet waren. Die beiden Pariser Gobelins stammen aus den Jahren 1758 und 1765. Sie stellen die antike Erzählung von Iason und Medea dar. Der französische Staat schenkte sie Gustav III. während seines Besuchs in Frankreich 1771. In dem Saal finden sich noch ältere Tapisserien aus dem 17. Jahrhundert. Sie stellen die mythologische Erzählung um Meleagros dar. Die Teppiche wurden in Brüssel sowie im Schloss Karlberg hergestellt. Dort hatte Ulrike Eleonora eine Werkstatt für Waisenmädchen einrichten lassen.
Die Kronleuchter im Raum stammen aus den 1860er Jahren. Sie wurden in Wien hergestellt. Die Sessel wurden um 1700 im Schloss Mälsåker in Södermanland gefertigt. Die Tischuhr aus feuervergoldeter Bronze ist wahrscheinlich ein Werk aus Augsburg aus dem frühen 17. Jahrhundert. In dem Saal finden sich Büsten schwedischer Könige: Oskar I., Karl XV., Oscar II., Gustav V., Gustav VI. Adolf und Karl XIV. Johann. Das Reiterporträt des schwedischen Königs Karl XIV. Johann ist ein Werk des Malers Fredric Westin (1782–1862).